# Klonazepám
A klonazepám (INN: clonazepam, C15H10ClN3O3) egy benzodiazepin származékok csoportjába tartozó gyógyszerhatóanyag, többek között a Magyarországon Rivotril néven forgalmazott gyógyszer hatóanyaga. Szorongásoldó, nyugtató-altató, izomlazító és epilepszia ellenes hatással rendelkezik (elsősorban utóbbi minőségében használatos). 
A VIII. Magyar Gyógyszerkönyvben Clonazepamum    néven hivatalos.  

E készítményt kedvező nyugtató és görcsoldó vagyis antikonvulzív hatása miatt kiterjedten alkalmazzák a szorongásos és kóros izgalmi állapotok kezelésében, továbbá epilepszia esetén is. 
Erős függőséget okoz, a feketepiacon beszerezve kábítószerként is használják.

## Hatásmechanizmus
Benzodiazepin szerkezete miatt hatásmechanizmusa részben megegyezik más benzodiazepinekével, befolyásolja a GABA-erg rendszer működését.
Kapcsolódik a benzodiazepin (omega) receptorok benzodiazepin kötőhelyéhez, erősítve ezzel a pre- és postszinaptikus GABA-gátlást. A gamma-aminovajsav az emberi idegrendszerben igen nagy koncentrációban jelenlévő gátló neurotranszmitter, ami az általa befolyásolt neuron membránján szelektíve megnöveli a kloridion-csatornákon keresztül a kloridion beáramlását a sejtbe. A farmakon receptorkötődése következtében megerősödik a GABA receptorkötődése is, aminek eredménye a kloridion-csatorna nagyobb frekvenciájú nyitása. A klonazepám hatása ennél még összetettebb, mivel az 5-HT1 és 5-HT2 receptorokra is gátlólag hat. Csökkenti a szerotonin felhasználást és a preszinaptikus idegvégződésekben fokozza a szerotonin szintézist. 
A benzodiazepinek közül a klonazepám különösen alkalmas pánikrohamok, generalizált szorongás, valamint szociális fóbiák kezelésére, továbbá minden szorongással, nyugtalansággal, sőt ‒ és ebben tér el a legtöbb benzodiazepinféleségtől ‒ a konkrétan jelentkező görcsöket is oldja. Mivel görcsoldó, azaz antikonvulzív hatást mutatott, bevezették az epilepszia gyógyításában is. Alkalmas a MAO-I neuroleptikumok, triciklikus antidepresszánsok mellékhatásainak csökkentésére is. Továbbá ópiátféleségek, pl. heroin elvonás utókezelésében is használatos.
Korán felismerték görcsoldó hatását. Az agykéregben, a talamuszban és a limbikus rendszerben lévő gócok epilepsziás aktivitásának kiterjedését gátolja, anélkül, hogy magára a gócra gátló hatást fejtene ki. Elnyomja a görcsök nélkül észlelhető "tüske és hullám" kisüléseket (petit mal), továbbá csökkenti a minor motoros konvulziók gyakoriságát, hevességét, időtartamát és a kóros kisülések továbbterjedését. Közvetlen hatása van a kortikális és szubkortikális epileptogén központokban, egyúttal megakadályozza a görcskészség generalizálódását. Kedvezően befolyásolja a fokális epilepsziát és a primer generalizált rohamokat. A fokozott ingerlékenységet negatív visszacsatolás útján csökkenti, a fiziológiás neuron aktivitás mérséklése nélkül.
Hatását a benzodiazepinekhez hasonló módon, posztszinaptikus GABA-gátlással fejti ki, de állatkísérletek szerint a klonazepám a preszinaptikus idegvégződésekben fokozza a szerotonin szintézisét.
Állatkísérletekben és emberi (humán) EEG vizsgálatokban a klonazepám gyorsan csökkenti a különböző típusú paroxizmusos aktivitásokat, például a tüske- és hullámkisüléseket absence görcsök (petit mal) esetén, a temporális lebenyben (halántéklebeny) és egyéb helyeken jelentkező lassú tüskés hullámokat, a generalizált tüskés hullámokat, valamint az irreguláris tüskéket és hullámokat. Az általános EEG eltéréseket jobban gátolja, mint a fokális eltéréseket. Mindezek alapján a klonazepám hatása előnyös generalizált és fokális epilepsziában.

## Javallatok
- epilepszia
- szorongás
- pánikbetegség
- delíriumban antipszichotikumokkal együtt

## Ellenjavallatok
- allergia
- légzési elégtelenség
- súlyos májbetegség
- terhesség, szoptatás

## Mellékhatások
- allergiás kiütések
- anafilaxiás sokk
- idegrendszeri: kábultság, álmosság, gyengeség, szédülés, ataxia, desorientatio, amnesia, de lehet izgatottság, ingerlékenység is
- légzésdepresszió
- felhasi fájdalom- és diszkomfortérzet (diszpepsziás panaszok)

## Klonazepám elvonási szindróma
- szorongás
- ingerlékenység
- alvászavar, álmatlanság
- remegés
- hallucináció
- hőhullámok, hidegrázás
- koncentrációzavar
- deperszonalizáció
- érzéskiesés

## Adagolás
- Szokásos napi adag: 3x 0,5 – 3x 2,0  mg
- Status epilepticusban: 1 mg inj. vagy inf.
- Max: 10 mg/nap

## Túladagolás
- Tünetek, mellékhatások: légzésdepresszió, álmosság, a vérnyomás csökkenése, egyensúlyzavarok, a rövidtávú memória romlása, súlyos esetben érthetetlen beszéd, szédülés, ájulás, a légzés és a keringés minimális szintre csökkenése miatt kóma.

Hatását az alkohol nagymértékben erősíti. Egyéb CNS depresszáns gyógyszerekkel is kölcsönösen erősítik egymás hatását, illetve kereszttoleranciát is mutatnak.
- Antidotum: Flumazenil

Túladagolás esetén ha az antidótum nem áll rendelkezésre, koffein és sok folyadék segíthet az orvos érkezéséig.

## Készítmények
- Rivotril (Roche) 0,5 és 2 mg tbl., 1 mg inj.

## Külső hivatkozások
- Pharmindex
- Docindex